# Ариан
Ариан (Lucius Flavius Arrianus), познат още като Ариан от Никомедия и Флавий Ариан e грък, живял в Римската империя, историк, политик и философ. Смята се за най-достоверен източник за живота на Александър Велики.
Следва заедно с бъдещия император Адриан при философа Епиктет. Постъпва на римска служба в Келтската провинция и служи след това на Дунава. Приятел на Адриан, сенатор, ок. 128 – 129 г. е консул, след това началник в провинцията Кападокия и главнокомандващ на войската на границата с Армения. След смъртта на Адриан в 145 г. се връща в Атина, където е архонт, и пише исторически трудове, от които най-известен е този за походите на Александър Велики.

## Произведения
- Αλεξάνδρου Ανάβασις / Anabasis Alexandrou –Походите на Александър Велики
- Indike – История на Индия
- Periplus – Описание на земите на Черно море
- Ektaxis kata Alanoon – Военната стратегия срещу аланите (фрагментарно запазен)
- Taktika (фрагментарно запазен)

## Преводи
- Wilhelm Capelle (преводач): Arrian. Alexanders des Großen Siegeszug durch Asien (Meisterwerke der Antike). Zürich 1950 (Übersetzung einschließlich des indischen Buches).
- Gerhard Wirth und Oskar von Hinüber (Hrsg.): Arrian. Der Alexanderzug. Indische Geschichte. Griechisch und deutsch. Artemis Verlag, München und Zürich 1985, ISBN 3-7608-1649-5.